# پامسواکی
پامسواکی (نام علمی: Jaculus) نام یک سرده از تیره موش‌های دوپا است.

## گونه‌ها
- پامسواکی بلانفورد، Jaculus blanfordi
- پامسواکی مصری کوچک، Jaculus jaculus
- پامسواکی مصری بزرگ، Jaculus orientalis
- Jaculus thaleri